# Песнь о моём Сиде
«Песнь о моём Си́де» (исп. Cantar de mío Cid, в русскоязычных переводных изданиях распространено название «Песнь о Сиде») — памятник испанской литературы, анонимный героический эпос, написан (после 1195 года, но до 1207-го) неизвестным певцом-хугларом.
«Песнь о моём Сиде» близка к исторической правде в большей степени, чем другие памятники героического эпоса, она даёт правдивую картину Испании и в дни мира, и в дни войны. Её отличает высокий патриотизм.
Главным героем эпоса выступает доблестный Сид, борец против мавров и защитник народных интересов. Основная цель его жизни — освобождение родной земли от арабов. Историческим прототипом Сида послужил кастильский военачальник, дворянин, герой Реконкисты Родриго Диас де Вивар (1040—1099), прозванный за храбрость Кампеадором («бойцом»; «ратоборцем»).

## История написания
Первые фрагменты произведения начали складываться в виде легенд ещё при жизни дворянина в XI веке. Полный текст поэмы был сложен в середине XII века, точнее в 40-х годах. Полностью произведение было записано в конце XII — начале XIII века. Единственный сохранившийся оригинал — рукопись 1307 года, сильно испорченная. Поэма впервые была опубликована не раньше XVIII века.

## Содержание

### Часть первая. Изгнание Сида (стихи 1— 1086)
Первая глава поэмы утеряна, её пересказ даётся в краткой прозаической форме. По ложному обвинению Сид был изгнан из Кастилии королём Альфонсом VI. Родриго прощается с женой доньей Хименой, и дочерьми, Эльвирой и Соль. Находясь в неблагоприятных условиях, Сид собирает отряд воинов, одерживает ряд побед над маврами, захватывает добычу, часть из которой отправляет в подарок изгнавшему его королю, честно выполняя свой вассальный долг.

### Часть вторая. Свадьба дочерей Сида (стихи 1087—2277)

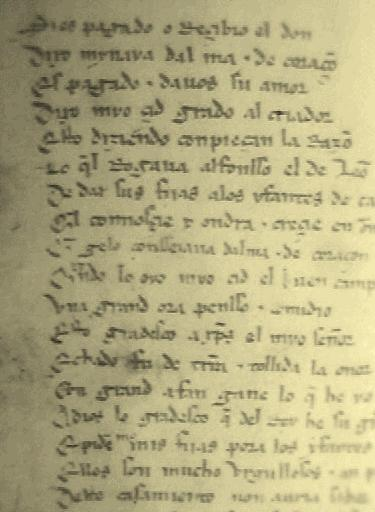
Страница рукописи. Национальная библиотека Испании

Родриго захватывает Валенсию и отбивает атаки альморавидов. Заполучив очень солидную добычу, Сид отдаёт часть королю и предлагает объединиться. Тронутый дарами и доблестью Сида, Альфонс VI прощает изгнанника и разрешает его семье переехать в Валенсию. Король сватает за его дочерей своих приближённых — знатных инфантов де Каррион. Свадьба длится две недели.

### Часть третья. Оскорбление в лесу Корпес (стихи 2278—3730)
Зятья Сида оказываются коварными и трусливыми. Однажды, когда Сид спал, в городе из клетки вырвался лев. Все подданные, кроме инфантов, бросились защищать Родриго, те же спрятались. За это они были осмеяны. Инфанты терпят обиду и решают отомстить. Они вывозят дочерей Сида в лес, где избивают их до полусмерти. Родриго Диас решает ответить по закону. В суде, которым лично руководит король, дворянин добивается полного возврата имущества и поединка с инфантами, три на три. В судебном поединке победу одерживают бойцы Сида. К его дочерям сватаются теперь достойные женихи — инфанты Наварры и Арагона. Звучит хвала Сиду, который не только защитил свою честь, но и породнился с испанскими королями.

## Расхождение с реальным прототипом
Несмотря на то, что произведение очень точно отображает реальные события, оно имеет ряд незначительных отличий. Сид изображён рыцарем, имеющим вассалов и не принадлежащим к высшей знати, хотя на самом деле он принадлежал к высшим слоям кастильской знати. В тяжёлое время изгнания Сид не был столь принципиален и служил наёмником как у христиан, так и у мавров. В поэме это опущено для идеализации образа борца Реконкисты. Родриго Диас не был так бескорыстен, как показано в произведении: как типичный феодал, он думал не только о пользе короля, но и о своей выгоде.